# Calice de saint Remi

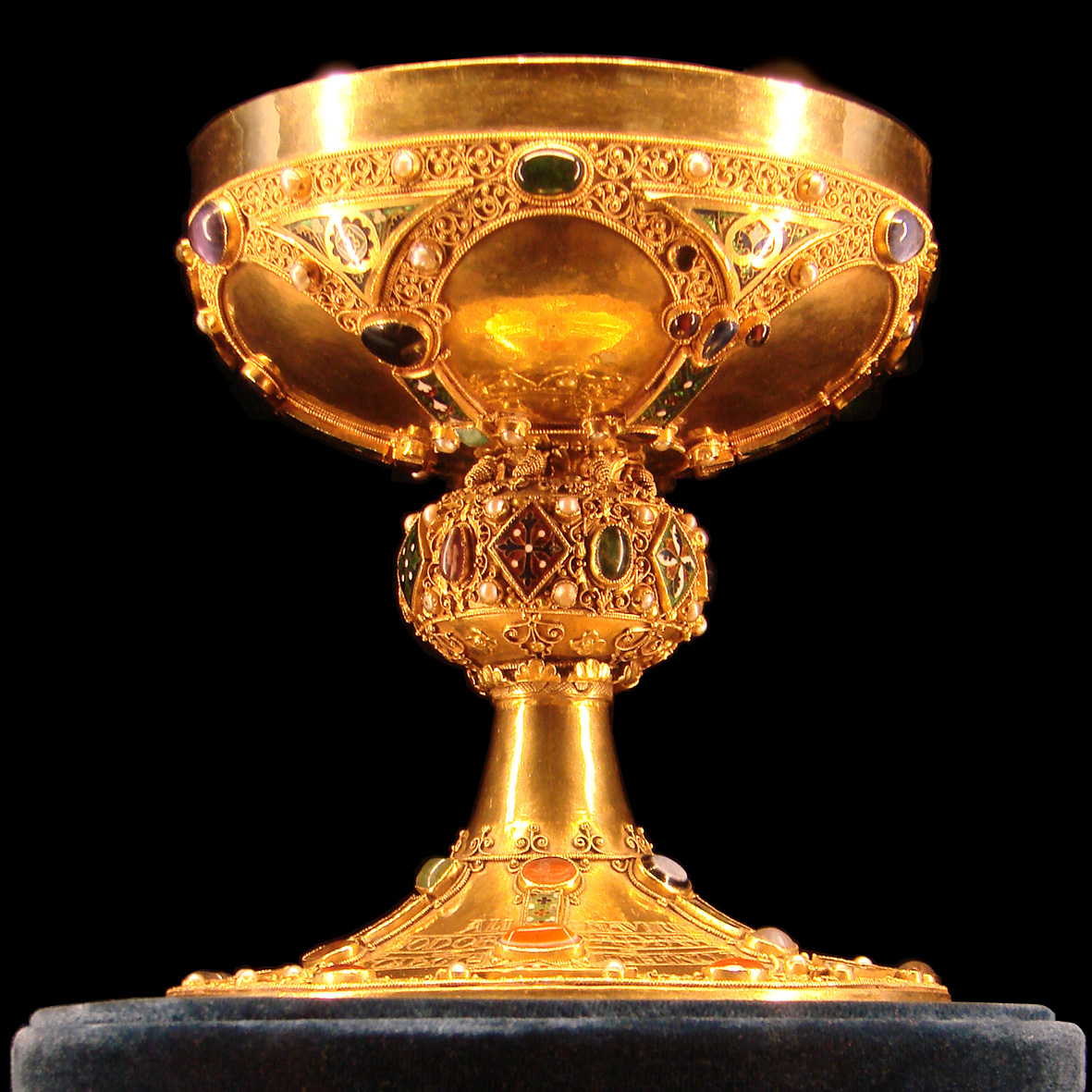

Le calice du sacre ou calice de saint Remi est une pièce d'orfèvrerie qui faisait partie des regalia du royaume de France. Ce calice appartient au trésor de la cathédrale Notre-Dame de Reims et est conservé au palais du Tau (palais épiscopal à côté de la cathédrale) dans le musée de l'Œuvre de Notre-Dame. Il est classé monument historique.

## Histoire
Saint Remi, évêque de Reims, n'a pas pu l'avoir entre les mains car cet objet liturgique date du troisième quart du XIIe siècle, il était à l'origine utilisé pour le sacre des rois de France avec les autres regalia du trésor. Seul le pied est d'ailleurs de cette époque car la coupe a été refaite au XIXe siècle. Propriété de l'État, il est classé comme monument historique au titre d'objet depuis 1896.
Vingt-cinq rois de France y trempèrent leurs lèvres.
En 1791, le calice est confisqué par les révolutionnaires comme beaucoup d'objets des trésors liturgiques, et notamment ceux ayant un rapport direct avec la royauté comme ceux du trésor de Saint-Denis. Il aurait pu être fondu comme beaucoup de ces objets, mais il aurait été oublié et est finalement doté au Muséum central des arts de la République au titre des œuvres dont la conservation paraissait importante pour les « Sciences et les Arts », puis il est déposé au Cabinet des médailles de la bibliothèque nationale.
C'est le cardinal Thomas Gousset qui obtient de Napoléon III, en 1858, que le calice soit restitué au trésor de la cathédrale de Reims.

## Description

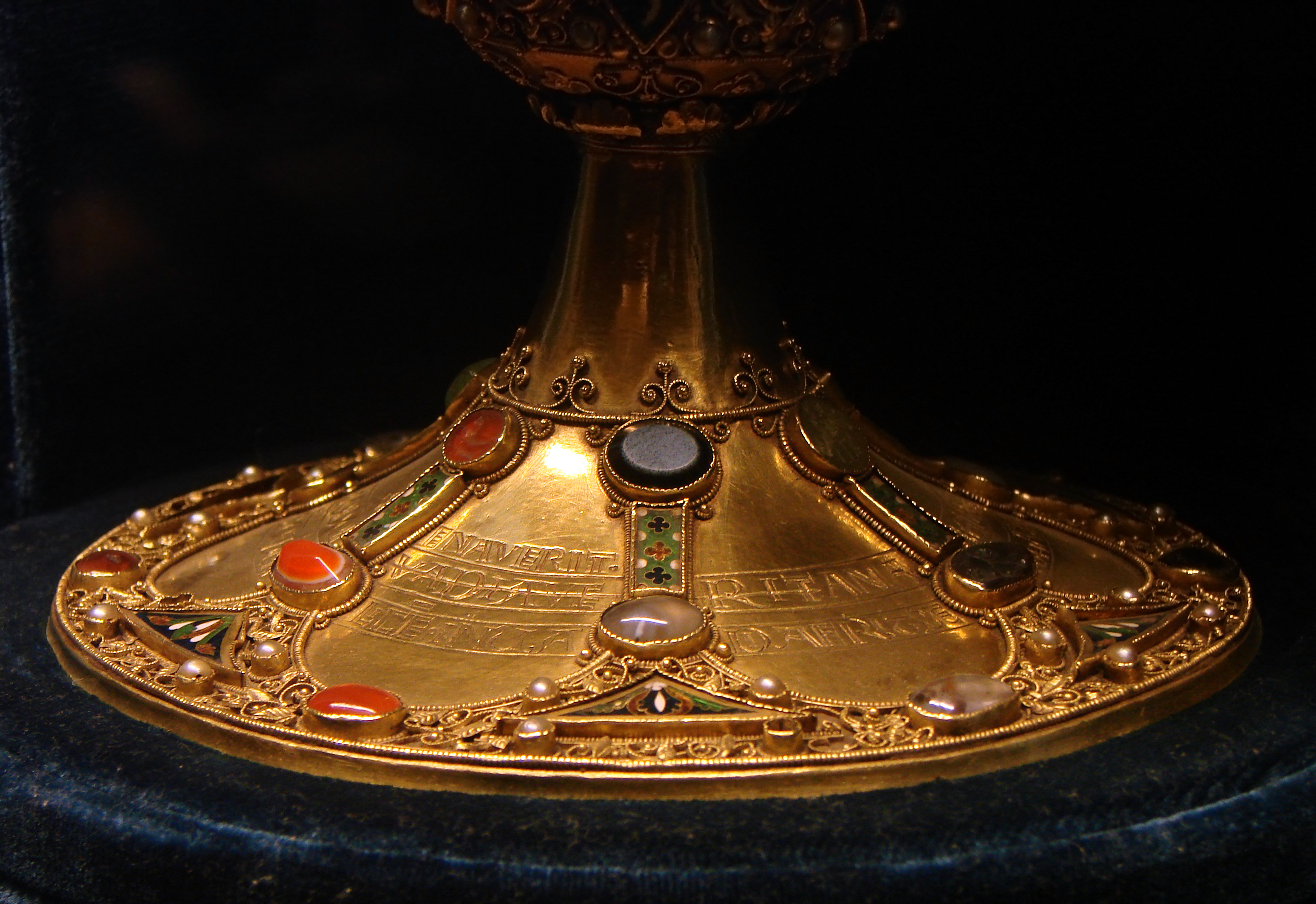
Le pied et l'inscription

Le calice est en or, décoré d'émail cloisonné filigrané. Sur un pied circulaire serti de pierres fines, une tige à nœud porte une coupe en forme de ciboire. Sa hauteur est de 17 cm et le diamètre de la coupe est de 15 cm. Le pied du calice porte l'inscription latine :
« Quicumque hunc calicem invadiaverit vel ab ecclesia Remensi aliqui modo alienaverit anathema sit fiat amen »
(quiconque s'emparera de ce calice de l'église de Reims de quelque façon que ce soit, qu'il soit frappé d'anathème Amen).